# Camelcamelcamel
Camelcamelcamel és un lloc web que fa un seguiment dels preus dels productes venuts a Amazon. Fundat per Daniel Green el 2008 i desenvolupat per Cosmic Shovel Inc.
El 2015 va ser votada com l'eina de seguiment de preus més popular entre els lectors de Lifehacker.
El 26 de gener de 2019, a causa d'una fallada de tres discs durs al servidor de bases de dades, el servei no va estar disponible durant diversos dies. El mateix servei va enumerar llavors un desglossament dels costos necessaris per recuperar el servei.
Durant la pandèmia de COVID-19, van acceptar la sol·licitud d'Amazon de deixar de fer el seguiment dels preus en regions seleccionades.
Segons Cosmic Shovel Inc., el manteniment global de camelcamelcamel ascendeix a uns 11.000 dòlars al mes.